# ليزا روسباكر
ليزا روسباكر (بالإنجليزية: Lisa Rossbacher)‏ رئيسة الجامعة الحكومية متعددة الفنون الجنوبية والرئيسة السابقة لجامعة هومبولت ستيت. شغلت منصب رئيسة الجامعة متعددة الفنون الجنوبية في الفترة من أغسطس 1998 إلى 30 يونيو 2014. وهي عالمة جيولوجية  وكاتبة وأستاذة ونائبة رئيس جامعة جورجيا سابقاً وقائدة اجتماعية ورئيسة غرفة تجارة كوب أتلانتا في ميترو أتلانتا سابقاً كما أنها مؤلف لعدة كتب عن الجيولوجيا وكاتبة عمود في مجلة جيوتيمز.

## الحياة الشخصية والتعليم
ولدت روسباكر في فريدريكسبيرج، فرجينيا وأقامت في دالغرين بولاية فرجينيا خلال طفولتها. قام والدها الذي يعمل لدى وزارة الدفاع الأمريكية بإجراء بحث في مختبر الأسلحة البحري في ذلك الوقت بينما كانت والدتها تدير الواجبات المنزلية من أجل ليزا وابنائها الصغار. 
تزوجت روسباكر من دالاس دي رودس  رئيس قسم الجيولوجيا والجغرافيا السابق في جامعة جورجيا الجنوبية.
بدأت روسباكر دراستها الأكاديمية في كلية ديكنسون. وتخرجت من ديكنسون مع بكالوريوس العلوم في الجيولوجيا. التحقت بكلية الدراسات العليا في جامعة ولاية نيويورك في بينغهامتون وحصلت على درجة الماجستير في العلوم الجيولوجية. أكملت روسباكر دراستها الأكاديمية في جامعة برينستون وحصلت على درجة الماجستير والدكتوراه في العلوم الجيولوجية والجيوفيزيائية.

## بداية مسيرتها المهنية
عملت روسباكر في مؤسسات غير حكومية وغير ربحية طوال فترة دراستها الأكاديمية وقبل تعيينها رئيسة الجامعة الحكومية متعددة الفنون الجنوبية الحكومية. كما أجرت بحثًا عن وكالة ناسا  كمرشحة لتكون رائدة فضاء وقدمت خدمات للإذاعة الوطنية العامة والمسح الجيولوجي الأمريكي. كانت تعمل عميدة الكلية في كلية ديكنسون قبل تعيينها كرئيسة الجامعة متعددة الفنون الجنوبية الحكومية.

## رئاسة الجامعة متعددة الفنون الجنوبية الحكومية
قام مجلس الحكام في نظام جامعة جورجيا عام 1988 بتعيين روسباكر كرئيسة ثانية للجامعة متعددة الفنون الجنوبية الحكومية وكرئيسة لهذه الجامعة كانت روسباكر المسؤولة الرئيسية والمتحدثة باسم ثاني أكبر جامعة لتكنولوجيا الهندسة في البلاد. تأسست الجامعة متعددة الفنون الجنوبية الحكومية عام 1948 كقسم في معهد جورجيا التقني لمدة عامين وتم تنظيمها كجامعة مستقلة في أوائل الثمانينات.
ركزت روسباكر الكثير من جهودها القيادية على الاستدامة البيئية من خلال إعداد حرم الجامعة على شكل بيئة أكثر خضرة وذلك من خلال عملياتها وهيكلها. قامت روسباكر في عام 2007 بإشراك الجامعة مع رؤساء المعاهد والجامعات الأمريكية ضمن تعهدات المناخ بالاشتراك مع رابطة النهوض بالاستدامة في التعليم العالي. يركز هذا الالتزام على القيادة والعمل بشأن تغير المناخ من خلال توفير الدعم للكليات لتتطور إلى مؤسسات محايدة للمناخ وتصبح نماذج يحتذى بها لمجتمعاتهم. في عام 2008 استهلت الجامعة مركزاً جديداً لتكنولوجيا الهندسة والتوسع في مبنى الاستوديو الذي تم بناؤه عام 1961. وقد أثر التزام روسباكر بالاستدامة على خطط البناء مما مكنها من تصميمها لتلبية متطلبات الشهادات التي وضعها نظام التقييم على أساس القيادة في مجال الطاقة والتصميم البيئي.
كما يُنسب إلى روسباكر زيادة الالتحاق والاحتفاظ بمعدل 20% لكل منهما حيث أضافت ما يعادل 10 درجات جديدة وتكليف خمسة مبان جديدة في الحرم الجامعي.

## أعمالها
كعالمة في ناسا ركزت روسباكر اهتماماتها البحثية على دور الماء والجليد على المريخ.

## كتبها
- الفرص الوظيفية في الجيولوجيا وعلوم الأرض
- الثورات الأخيرة في الجيولوجيا
- Geomedia: دليل لعلماء الجيولوجيا الذين قابلوا الصحافة (مع ريكس بوكانان)
- الجيولوجيا الفيزيائية: دليل المختبر (مع أعضاء هيئة التدريس الجيولوجيين في جامعة برينستون وكلية ويتير)

## الجوائز والتكريمات
- امرأة العام (2007)، فرع مقاطعة كوب التابع للرابطة الأمريكية للجامعيات.[18]